# Subedej-bagaatur

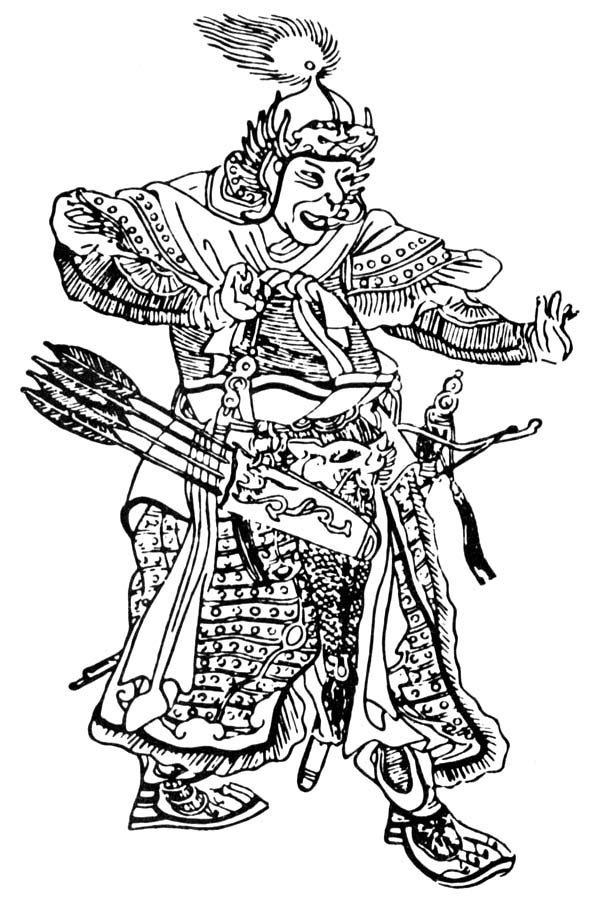
Subedej na chińskiej ilustracji z początku XVI w.

Subedej-bagaatur (ur. ok. 1175, zm. 1248; mong. Сүбээдэй, Sübügätäi lub Sübü'ätäi, chiń.:速不台) − jeden z dowódców armii Czyngis-chana.
Urodził się ok. 1175 roku, pochodził z rodu Uriangkatów należącego do plemienia Mongołów. W czasie wojny z Chorezmem w latach 1218−1223, wraz z Dżebe, dowodził armią ścigającą jego władcę Muhameda. Po jego śmierci obaj wodzowie podjęli marsz na zachód, który wedle niektórych historyków miał charakter rozpoznawczy, według innych zaś już w zamyśle skierowany był przeciw Połowcom. Obaj wodzowie obeszli od południa Morze Kaspijskie, paląc po drodze kilka miast w północnym Iranie, a następnie rozbijając wojska gruzińskie, przekroczyli Kaukaz i pokonali w kilku bitwach Połowców. 31 maja 1223 roku, w Bitwie nad Kałką, rozbili zjednoczone wojska Połowców i książąt ruskich. Następnie zdobyli Sudak, kolonię genueńską na Krymie, po czym zawrócili do Mongolii. W drodze powrotnej Subedej stracił większość armii w walkach z Bułgarami Kamskimi, wtedy też stracił oko. Za rządów Ugedeja walczył z Dżurdżenami w Chinach. Był doradcą Batu-chana i prawdopodobnie faktycznym wodzem, jego wyprawy na zachód w latach 1236-1241. W roku 1242 powrócił do Mongolii, gdzie zmarł w roku 1248.
Znakomitym wodzem był także jego syn Uriangkadaj, który miał znaczny udział w podboju południowych Chin za rządów Kubilaja.